# Veľké Kozmálovce
Veľké Kozmálovce  est un village de Slovaquie situé dans la région de Nitra.

## Histoire
Première mention écrite du village en 1322.

## Démographie

### Évolution de la population
| Année:               | 1994. | 2004. | 2014.   | 2024.   |
| -------------------- | ----- | ----- | ------- | ------- |
| Nombre de personnes: | 0     | 677   | 705     | 741     |
| Différence:          |       | –     | +4,13 % | +5,10 % |

| Année:               | 2023. | 2024.   |
| -------------------- | ----- | ------- |
| Nombre de personnes: | 721   | 741     |
| Différence:          |       | +2,77 % |